# Ковчег вкуса
«Ковче́г вку́са» (англ. Ark of Taste) — международный каталог исчезающих продуктов местного наследия, который поддерживается глобальным движением «слоуфуд» (противостоит системе быстрого питания, сохраняет традиции национальной и региональной кухонь, поддерживает культуру традиционного застолья).
Ковчег создан, чтобы сохранять продукты, подверженные риску исчезновения, которые производятся с соблюдением принципов устойчивого развития, имеют уникальный вкус и являются частью особого экорегиона. Ковчег вкуса стремится поддерживать съедобные продукты в своей сфере, активно поощряя их выращивание для потребления. Поступая таким образом, слоуфуд надеется способствовать выращиванию и употреблению в пищу продуктов, которые сохраняют биоразнообразие в пищевой цепи человека.
Пищевые продукты, включённые в список, должны быть «культурно или исторически связаны с конкретным регионом, местностью, этнической принадлежностью или традиционной производственной практикой», помимо того, что они являются редкими. Какие продукты соответствуют этим критериям, решает судейский комитет, состоящий из членов некоммерческой организации «Слоуфуд»; все кандидаты проходят формальный процесс номинации, который включает дегустации и определение производителей в регионе.
С момента основания Ковчега в 1996 году в него было добавлено 4866 продуктов (октябрь 2018 года) из более чем 149 стран, и их количество растёт. В список вошли не только полуфабрикаты и продукты питания, но и множество пород домашнего скота, а также сорта овощей и фруктов. Все продукты в каталоге сопровождаются списком ресурсов для желающих их выращивать или покупать.